# Tali (Würfelspiel)
Tali waren Würfel, die bei den Römern bei Würfelspielen Verwendung fanden. Sie bestanden aus Knöcheln von Tieren, die Klauen haben. Diese Knöchel wurden so verändert, dass man daraus Würfel erhielt, die zwar sechsseitig waren, aber nur vier ebene Seiten mit Zahlen besaßen. 

## Beschaffenheit und Beschriftung
Diese ebenen Seiten wurden mit Zahlen versehen. Die zwei anderen Seiten waren rund und so blieb der Würfel an diesen Stellen nicht liegen. Die Bezeichnungen der anderen Seiten waren: 1 und 6 sowie 3 und 4. 1 und 6 lagen sich gegenüber, genau wie 3 und 4. Die Zahlen wurden mittels Punkten oder Strichen symbolisiert. Die Zahlen 2 und 5 gab es auf den Würfeln der Römer nicht. 
Die andere bei den Römern verwendete Würfelart „Tesserae“ hatten 6 ebene Seiten, die die Zahlen von 1 bis 6 trugen. Diese hatten den Vorteil, dass man bei den Spielen üblicherweise nur drei davon benutzte, während man von den Tali vier Stück benötigte.

## Würfelglück
Der beste Wurf mit den Tali hieß „jactus Venereus“ oder auch „Venus“. Es war ein Wurf, bei dem die Würfel unterschiedliche Zahlen darstellten, etwa 1, 3, 4 und 6. Ein anderer Wurf hingegen wäre einer, der den gleichen Wert auf allen Würfeln zeigte: z. B. die Zahl 6 auf allen Würfeln (Senio).
Bei den Tali dürfte es mehr um die Zusammenstellung der Zahlen gegangen sein, anders bei den Tesserae, bei denen man nur die Augen der Würfel zusammenzählte.